# F.G. van den Heuvel

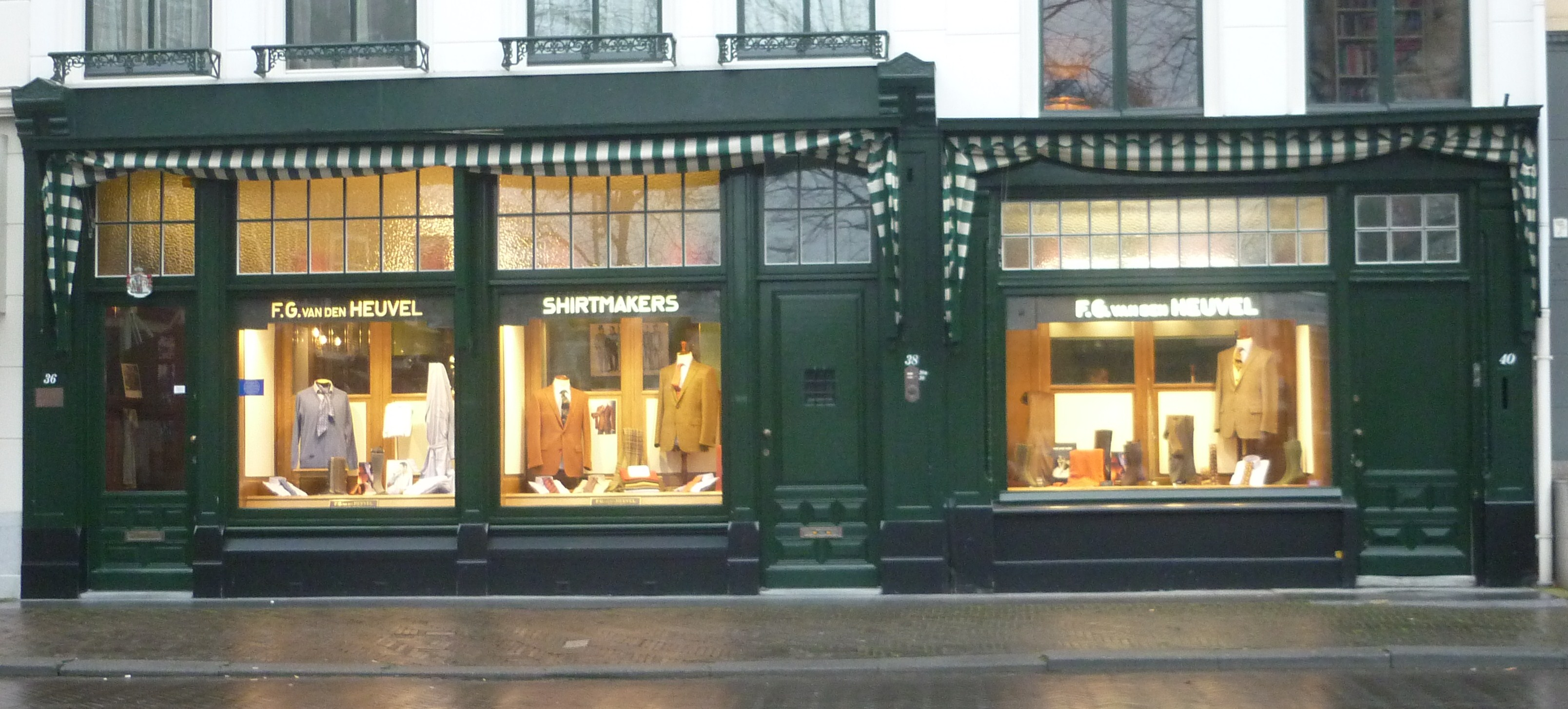

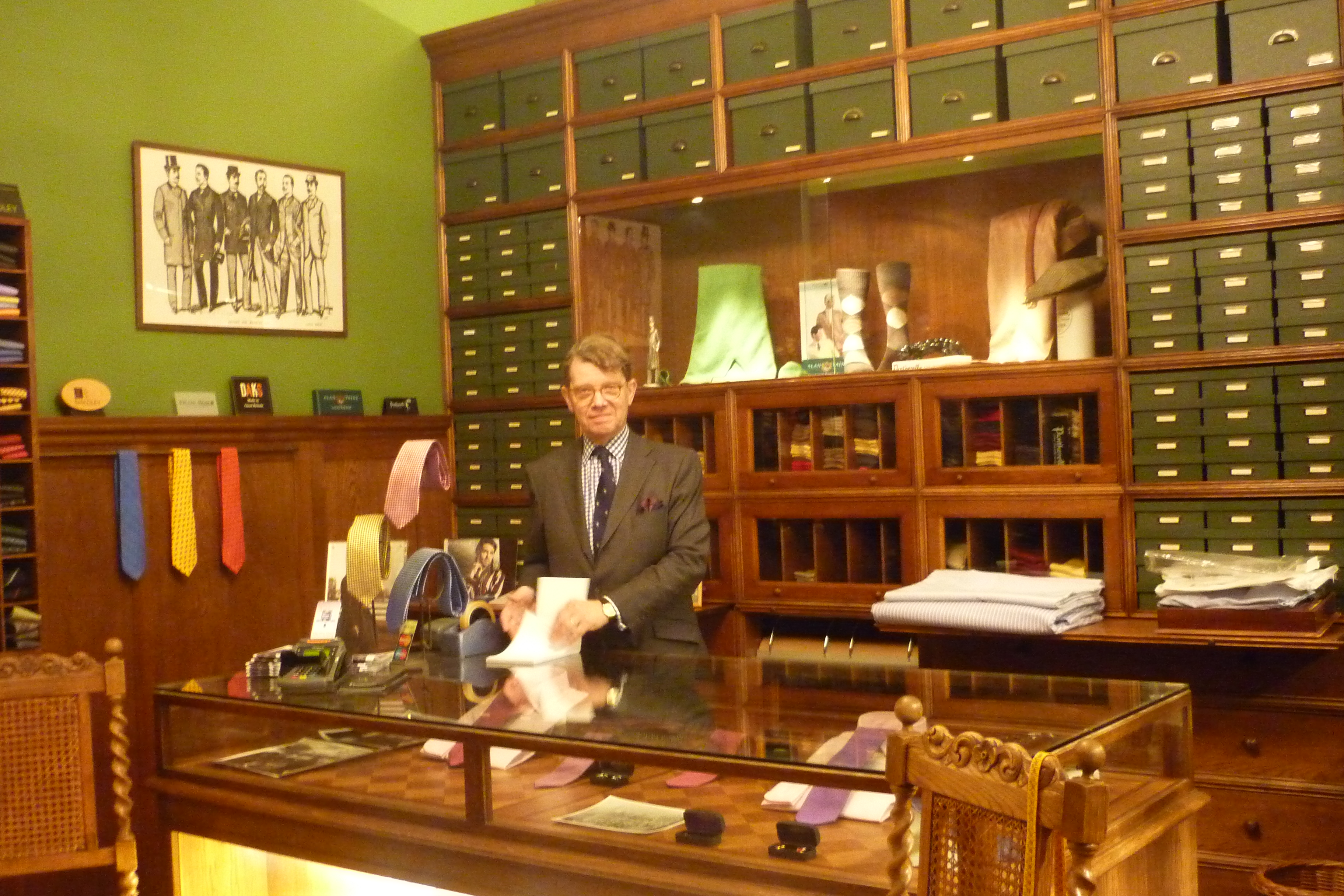
Frans van den Heuvel, 2012

F.G. van den Heuvel is een bedrijf in Den Haag waar vooral klassieke herenmaatkleding wordt vervaardigd.

## Geschiedenis
De winkel werd in 1882 opgericht door twee neven, M.A. en B.A. Vogels, onder de naam "Magazijn voor Heerenmode Artikelen". De winkel bevond zich op de Plaats 27, waar nu Le Bistrot de la Place is gevestigd.
In 1901 werd de Firma Vogels verhuisd naar het huidige pand aan de Hoge Nieuwstraat, bijna op de hoek van het Lange Voorhout. Daar waren twee woonhuizen die tot winkel verbouwd werden. Rond 1913 werd de zaak voortgezet door twee zonen van B.A. Vogels, Frederik  (†1955) en Carel (†1939) Vogels.
In 1927 kwam F.G. van den Heuvel er in dienst. Nadat Carel en Frederik Vogels overleden waren, zette Frans van den Heuvel het bedrijf voort onder de naam F.G. v.d. Heuvel - Late Vogels Herenmode en Hemden. De klanten spraken nog jarenlang over De Late Vogels. In 1969 kwam de volgende F.G. van den Heuvel bij het bedrijf. Hij volgde zijn vader op in 1982. In dat jaar werd het ernaast gelegen pand erbij gekocht zodat de zaak kon worden uitgebreid.
In 1994 brandde de winkel geheel af. Terwijl de winkel weer in zijn oude glorie hersteld werd, huisde Van den Heuvel tijdelijk in een pand aan de Kneuterdijk.

Per 1 januari 2013 werd de winkel overgenomen door Hein Leversteijn en Hugo Loudon en drie minderheidsaandeelhouders: Jasper Peterich en de broers Hein en Rudolf Philipse.
Het pand is een gemeentelijk monument en blijft eigendom van Frans van den Heuvel. Hij bleef tot eind 2013 als adviseur betrokken en ging toen met pensioen.

## Collectie
Tot de Eerste Wereldoorlog werden er voornamelijk maatoverhemden gemaakt, daarnaast werden enkele accessoires verkocht zoals sokken, zakdoeken, dassen en bretels. Pas na de oorlog werden confectieoverhemden in de collectie opgenomen, en ook jassen en regenjassen.
Na de Tweede Wereldoorlog werd de collectie uitgebreid met sportievere broeken en jasjes, Engelse en Schotse truien en onderkleding.
Van den Heuvel verkoopt als enige in Nederland de officiersdassen van de vier krijgsmachtonderdelen. Verder hebben ze artikelen die moeilijk ergens anders in Nederland te vinden zijn zoals fluwelen smokingjasjes en overjassen uit eigen atelier. Ook verkoopt Van den Heuvel fluwelen smokingslippers van Matthew Cookson.
Koninklijke primeur
De winkel is nog steeds bekend vanwege de levering van maatkleding. Prins Bernhard was er klant en verleende de winkel al in 1934 het predicaat Koninklijk. Ook koning Willem Alexander behoort tot de vaste klantenkring, en liet zich het rokkostuum, dat hij tijdens de inhuldiging droeg, bij Van den Heuvel aanmeten.